# 安富史郎
安富 史郎（やすとみ しろう、1960年4月13日 - ）は、日本の声優、ナレーター。ワイワイワイ所属。

## 来歴・人物
兵庫県高砂市出身。兵庫県立加古川東高等学校卒業。関西大学社会学部中退。声優を目指し、東京で大平透に師事、その後関西に戻り、関西を中心に西日本各地のCMやアニメ、TVナレーションなどで活躍。2005年にはユニット「劇団店じまい」に参加し、浅田次郎「角筈にて」を朗読した。声優のワークショップでは講師も務める。中学時代には校則の坊主頭を「理由がわからない」と最後まで拒否し、生徒たちの中で人気者となるなど強い意志の持ち主。大の白石加代子ファンでもある。

## 出演

### テレビ
- 歴史秘話ヒストリア「ぴあのすとおりい〜ピアノが語る明治・大正・昭和〜」声の出演（2010年8月4日、NHK総合テレビ）

### CMナレーション
- 大関のものも（中村玉緒出演）
- イボコロリ
- パチンコマルハン
- ツーカーホン関西
- ピップ
- 日本臓器製薬
- an
- 松本引越センター
- 淡路ワールドパークONOKORO
- 千鳥屋
- カメヤマローソク
- ゴルフプランナー
- 中国電力「原子力、安全が最優先篇」、「安定供給、送電線篇」、「環境、シンボル篇」
- イシダ
- コノミヤ
- 積和不動産
- 生駒山上遊園地（1989年頃）
- J&P（ジョーシン系列）（1992年頃）
- イカリソース（1997年頃）
- ムールG
- ラジオ大阪時報
- ABCハウジング（朝日放送ラジオ）
- アヴァンス法務事務所（2017年、顧客吹き替え）
- ハウステンボス（2017年夏）
- 高嶋酒類食品「甲南漬」（2018年、サンテレビ）

### 番組ナレーション
- ちちんぷいぷい（毎日放送）
- USJファン!（毎日放送）
- 三枝・きよしの人生見聞録（朝日放送テレビ）
- 彼女の部屋（関西テレビ）
- 近松心中物語〜それは恋〜平幹二朗の情熱舞台（テレビ東京）
- ショップ・マニフィカ ザッツ・クラシックス（東京テレビランド）
- バスで恋して（サンテレビ）
- 関西海擬似餌研究所（釣りビジョン）
- ケンゴロー（毎日放送）
- テレメンタリー（2018年5月27日、朝日放送テレビ）
- えぇトコ NHK大阪放送局

### ニュースナレーション
- かんさい情報ネットten!（読売テレビ）
- ニューススクランブル（読売テレビ〈日テレニュース24・BS日テレでも一部放送〉）

### アニメ
- 炎のアルペンローゼ（フジテレビ）
- 鳥たちの戦争（劇場用）
- 残された名刺　『ある在日一世の軌跡』（1996年、曹英圭〈青年期・老年期〉）

### ラジオ
- 青春アドベンチャー「G戦場ヘヴンズドア」（NHK-FM・全10話・猪熊宗一郎 役）
- 青春アドベンチャー「僕たちの戦争」（NHK-FM）
- ドラマの風（毎日放送）
- ゲリラジオ（毎日放送）
- 現代 義経北行伝説（FM COCOLO）
- Netz TOYOTA OKAYAMA TWILIGHT CRUISING（FM岡山）
- 花の慶次（2014年、直江兼続 役）

### ゲーム
- Cosmology of KYOTO～京都千年物語～（1994年）
- 花の慶次（直江兼続 役）
- ワールドチェイン（直江兼続 役）
- 北斗の拳 LEGENDS ReVIVE（2021年、直江兼続 役）

### 吹き替え
2016年
- レジェンド　狂気の美学（アンジェロ・ブルーノ〈チャズ・パルミンテリ〉）

### その他
- 西武池袋線・西武新宿線の駅接近放送（「黄色い線の内側でお待ちください」のみ。2003年から2006年まで中村健治担当ホームで使用[2]）